# Jim Miller
James Andrew Miller (Sparta, 30 agosto 1983) è un lottatore di arti marziali miste statunitense.
Combatte nella categoria dei Pesi leggeri per l'organizzazione UFC, ed in passato è stato campione dei pesi leggeri Cage Fury Fighting Championships e campione dei pesi piuma nella federazione Reality Fighting.
È il fratello minore di Dan Miller, altro lottatore professionista di arti marziali miste.

## Carriera nelle arti marziali miste

### Inizi: Reality Fighting e Cage Fury
Miller inizia a dedicarsi alle arti marziali miste nel 2005 assieme al fratello Dan dopo l'esperienza scolastica nella lotta libera, entrando in una scuola di jiu jitsu brasiliano.
Lo stesso anno ha il suo primo incontro da professionista con la franchigia Reality Fighting, dove infila subito un record di 4-0 e vince il titolo dei pesi leggeri battendo Muhsin Corbbrey con un armbar.
Due incontri dopo perde il titolo contro Frankie Edgar ai punti e decide di lasciare Reality Fighting per passare alla Cage Fury.
Nella nuova franchigia Miller vince subito il titolo sconfiggendo Al Buck per sottomissione.
Dopo aver difeso una volta il titolo Cage Fury Miller decide di passare ad altre organizzazioni come Ring of Combat e IFL, dove prosegue la sua striscia di vittorie sconfiggendo anche avversari di livello come Bart Palaszewski.
A metà 2008 lascia la IFL per passare all'UFC con un record di 11-1.

### Ultimate Fighting Championship
Il primo combattimento di Miller nella categoria dei pesi leggeri con l'UFC è datato 18 ottobre 2008, e trattasi di una vittoria per sottomissione contro David Baron in Inghilterra.
Miller vince un ulteriore incontro ma deve poi arrendersi ai punti contro Gray Maynard.
Dopo tale sconfitta Miller non si perde è infila una serie di sette vittorie consecutive che lo proiettano come uno dei top fighter di categoria.
Viene quindi premiato con la possibilità di affrontare un avversario di vertice come Ben Henderson, ma perde l'incontro ai punti. Miller si rifà vincendo l'incontro successivo per sottomissione contro Melvin Guillard.
Nel 2012 sfida Nate Diaz nel main event di UFC on Fox: Diaz vs. Miller con una buona possibilità di avvicinarsi alla sfida contro il campione in carica di categoria nel caso di vittoria, ma viene sottomesso per la prima volta nella sua carriera.
Successivamente ottiene una buona e spettacolare vittoria ai punti contro il forte grappler Joe Lauzon in un incontro molto sanguinoso nel quale Miller sostituiva l'infortunato Gray Maynard; Miller e Lauzon vennero premiati con il riconoscimento Fight of the Night.
Nel 2013 affronta l'ex top fighter della Strikeforce Pat Healy venendo sconfitto per sottomissione durante la terza ripresa; successivamente il risultato dell'incontro venne cambiato in No Contest in quanto Healy risultò positivo all'utilizzo di marijuana.
In dicembre riuscì nell'impresa di vincere per sottomissione contro la cintura nera di BJJ Fabrício Camões per mezzo di una leva al braccio.
Miller apre il 2014 con un'altra vittoria per sottomissione contro Yancy Medeiros, il quale sostituiva l'infortunato Bobby Green.
La serie positiva di Miller termina in luglio con la sconfitta patita contro il numero 6 dei ranking Donald Cerrone.
Ad aprile del 2015 doveva affrontare Paul Felder, ma proprio quest'ultimo subì un infortunio venendo in seguito sostituito da Beneil Dariush. Nel primo round Miller tentò moltissime manovre di sottomissione, non riuscendo però mai a finalizzare; nei successivi due round, però, venne dominato dal ground game del proprio avversario che in più occasioni riuscì a raggiungere la posizione di back mount. Miller perse l'incontro per decisione unanime.
A luglio sostituisce Rustam Khabilov, che ebbe problemi con il visto d'ingresso, per affrontare Danny Castillo. Miller vinse l'incontro per decisione non unanime. Mentre a dicembre affrontò e venne sconfitto da Michael Chiesa con uno strangolamento da dietro al secondo round. Nonostante la sconfitta venne premiato con il riconoscimento Fight of the Night.
Il 5 marzo del 2016 affrontò Diego Sanchez all'evento UFC 196. Dopo un match molto equilibrato, Miller venne sconfitto per decisione unanime.
Il 9 luglio, all'evento UFC 200, sconfisse Takanori Gomi per KO tecnico al primo round. Con questo successo divenne uno dei due lottatori, insieme a Brock Lesnar, a partecipare e trionfare nei due storici eventi della compagnia, ossia UFC 100 e UFC 200.
Dati i pochissimi colpi subiti nell'ultimo incontro, Miller venne scelto per poter affrontare in un rematch Joe Lauzon, il 27 di agosto. Dopo un incontro durato ben 15 minuti, dove entrambi i lottatori si scambiarono pesanti colpi senza quasi mai fermarsi, Miller riuscì a vincere per decisione non unanime. Questa vittoria fu molto controversa, dato che solo 1 media diede come vincitore Miller. Entrambi vennero premiato con il riconoscimento Fight of the Night.
A novembre affrontò Thiago Alves all'evento UFC 205. Durante la cerimonia del peso, Alves superò di oltre 2 kg il limite massimo della categoria, rischiando di superare la massima differenza consentita di peso con il suo avversario. Per questo motivo, Miller reidratò il suo corpo per poter ovviare a questo problema, pesando infatti 71,5 kg. Alla fine l'incontro venne spostato nella categoria catchweight con limite di 74 kg. Miller vinse l'incontro per decisione unanime.
==

## Risultati nelle arti marziali miste
| Risultato  | Record    | Avversario          | Metodo                               | Evento                                           | Data              | Round | Tempo | Città                                  | Note                                                                  |
| ---------- | --------- | ------------------- | ------------------------------------ | ------------------------------------------------ | ----------------- | ----- | ----- | -------------------------------------- | --------------------------------------------------------------------- |
| Sconfitta  | 37-18 (1) | Bobby Green         | Decisione (unanime)                  | UFC 300                                          | 13 aprile 2024    | 3     | 5:00  | Las Vegas, Stati Uniti                 |                                                                       |
| Vittoria   | 37-17 (1) | Gabriel Benítez     | Sottomissione (face crank)           | UFC Fight Night: Ankalaev vs. Walker 2           | 13 gennaio 2024   | 3     | 3:25  | Las Vegas, Stati Uniti                 | Estende il record UFC per più vittorie (26). Performance of the Night |
| Vittoria   | 36-17 (1) | Jesse Butler        | KO (Pugni)                           | UFC on ESPN: Kara-France vs. Albazi              | 3 giugno 2023     | 1     | 0:23  | Las Vegas, Stati Uniti                 | Performance of the Night                                              |
| Sconfitta  | 35-17 (1) | Alexander Hernandez | Decisione (unanime)                  | UFC Fight Night: Andrade vs. Blanchfield         | 18 febbraio 2023  | 3     | 5:00  | Las Vegas, Stati Uniti                 |                                                                       |
| Vittoria   | 35-16 (1) | Donald Cerrone      | Sottomissione (ghigliottina)         | UFC 276: Adesanya vs. Cannonier                  | 2 luglio 2022     | 2     | 1:32  | Las Vegas, Stati Uniti                 |                                                                       |
| Vittoria   | 34-16 (1) | Nikolas Motta       | KO Tecnico (pugni)                   | UFC Fight Night: Walker vs. Hill                 | 19 febbraio 2022  | 2     | 1:58  | Las Vegas, Stati Uniti                 |                                                                       |
| Vittoria   | 33-16 (1) | Erick Gonzalez      | KO (pugno)                           | UFC Fight Night: Ladd vs. Dumont                 | 16 ottobre 2021   | 2     | 0:14  | Las Vegas, Stati Uniti                 | Performance of the Night                                              |
| Sconfitta  | 32-16 (1) | Joe Solecki         | Decisione (unanime)                  | UFC on ABC: Vettori vs. Holland                  | 10 aprile 2021    | 3     | 5:00  | Las Vegas, Stati Uniti                 |                                                                       |
| Sconfitta  | 32-15 (1) | Vinc Pichel         | Decisione (unanime)                  | UFC 252: Miocic vs. Cormier 3                    | 15 agosto 2020    | 3     | 5:00  | Las Vegas, Stati Uniti                 |                                                                       |
| Vittoria   | 32-14 (1) | Roosevelt Roberts   | Sottomisisone (armbar)               | UFC on ESPN: Blaydes vs. Volkov                  | 20 giugno 2020    | 1     | 2:25  | Las Vegas, Stati Uniti                 | Performance of the Night                                              |
| Sconfitta  | 31-14 (1) | Scott Holtzman      | Decisione (unanime)                  | UFC Fight Night 167: Anderson vs. Błachowicz 2   | 15 Febbraio 2020  | 3     | 5:00  | Rio Rancho, Nuovo Messico, Stati Uniti | Fight of the Night                                                    |
| Vittoria   | 31–13 (1) | Clay Guida          | Sottomissione (ghigliottina)         | UFC on ESPN: Covington vs. Lawler                | 3 Agosto 2019     | 1     | 0:58  | New Jersey, Stati Uniti                |                                                                       |
| Vittoria   | 30–13 (1) | Jason Gonzalez      | Sottomissione (rear naked choke)     | UFC on ESPN: Jacaré vs. Hermansson               | 27 Aprile 2019    | 1     | 2:12  | Sunrise, Florida, Stati Uniti          | Performance of the Night                                              |
| Sconfitta  | 29-13 (1) | Charles Oliveira    | Sottomissione (rear naked choke)     | UFC on Fox: Lee vs. Iaquinta 2                   | 15 dicembre 2018  | 1     | 1:15  | Milwaukee, Wisconsin, Stati Uniti      |                                                                       |
| Vittoria   | 29–12 (1) | Alex White          | Sottomissione (rear naked choke)     | UFC 228 : Woodley vs. Till                       | 8 settembre 2018  | 1     | 1:29  | Dallas, Stati Uniti                    |                                                                       |
| Sconfitta  | 28-12 (1) | Dan Hooker          | KO (ginocchiata)                     | UFC Fight Night: Barboza vs. Lee                 | 21 aprile 2018    | 1     | 3:00  | Atlantic City, Stati Uniti             |                                                                       |
| Sconfitta  | 28-11 (1) | Francisco Trinaldo  | Decisione (unanime)                  | UFC Fight Night: Brunson vs. Machida             | 28 ottobre 2017   | 3     | 5:00  | San Paolo, Brasile                     |                                                                       |
| Sconfitta  | 28-10 (1) | Anthony Pettis      | Decisione (unanime)                  | UFC 213: Romero vs. Whittaker                    | 8 luglio 2017     | 3     | 5:00  | Las Vegas, Stati Uniti                 |                                                                       |
| Sconfitta  | 28-9 (1)  | Dustin Poirier      | Decisione (maggioritaria)            | UFC 208: Holm vs. de Randamie                    | 11 febbraio 2017  | 3     | 5:00  | Brooklyn, Stati Uniti                  | Fight of the Night                                                    |
| Vittoria   | 28-8 (1)  | Thiago Alves        | Decisione (unanime)                  | UFC 205: Alvarez vs. McGregor                    | 12 novembre 2016  | 3     | 5:00  | New York, Stati Uniti                  | Incontro Catchweight 74 kg                                            |
| Vittoria   | 27-8 (1)  | Joe Lauzon          | Decisione (non unanime)              | UFC on Fox: Maia vs. Condit                      | 27 agosto 2016    | 3     | 5:00  | Vancouver, Canada                      | Fight of the Night                                                    |
| Vittoria   | 26-8 (1)  | Takanori Gomi       | KO Tecnico (pugni)                   | UFC 200: Tate vs. Nunes                          | 9 luglio 2016     | 1     | 2:18  | Las Vegas, Stati Uniti                 |                                                                       |
| Sconfitta  | 25-8 (1)  | Diego Sanchez       | Decisione (unanime)                  | UFC 196: McGregor vs. Diaz                       | 5 marzo 2016      | 3     | 5:00  | Las Vegas, Stati Uniti                 |                                                                       |
| Sconfitta  | 25-7 (1)  | Michael Chiesa      | Sottomissione (rear-naked choke))    | UFC Fight Night: Namajunas vs. VanZant           | 10 dicembre 2015  | 2     | 2:57  | Las Vegas, Stati Uniti                 | Fight of the Night                                                    |
| Vittoria   | 25-6 (1)  | Danny Castillo      | Decisione (non unanime)              | UFC on Fox: Dillashaw vs. Barão 2                | 25 luglio 2015    | 3     | 5:00  | Chicago, Stati Uniti                   |                                                                       |
| Sconfitta  | 24-6 (1)  | Beneil Dariush      | Decisione (unanime)                  | UFC on Fox: Machida vs. Rockhold                 | 18 aprile 2015    | 3     | 5:00  | Newark, Stati Uniti                    |                                                                       |
| Sconfitta  | 24-5 (1)  | Donald Cerrone      | KO (calcio alla testa e pugni)       | UFC Fight Night: Cerrone vs. Miller              | 16 luglio 2014    | 2     | 3:31  | Atlantic City, Stati Uniti             |                                                                       |
| Vittoria   | 24-4 (1)  | Yancy Medeiros      | Sottomissione (ghigliottina)         | UFC 172: Jones vs. Teixeira                      | 26 aprile 2014    | 1     | 3:18  | Baltimora, Stati Uniti                 |                                                                       |
| Vittoria   | 23-4 (1)  | Fabrício Camões     | Sottomissione (armbar)               | UFC 168: Weidman vs. Silva 2                     | 28 dicembre 2013  | 1     | 3:42  | Las Vegas, Stati Uniti                 |                                                                       |
| No Contest | 22-4 (1)  | Pat Healy           | No Contest (marijuana)               | UFC 159: Jones vs. Sonnen                        | 27 aprile 2013    | 3     | 4:02  | Newark, Stati Uniti                    |                                                                       |
| Vittoria   | 22-4      | Joe Lauzon          | Decisione (unanime)                  | UFC 155: Dos Santos vs. Velasquez II             | 29 dicembre 2012  | 3     | 5:00  | Las Vegas, Stati Uniti                 |                                                                       |
| Sconfitta  | 21-4      | Nate Diaz           | Sottomissione (ghigliottina)         | UFC on Fox: Diaz vs. Miller                      | 5 maggio 2012     | 2     | 4:09  | East Rutherford, Stati Uniti           |                                                                       |
| Vittoria   | 21-3      | Melvin Guillard     | Sottomissione (rear naked choke)     | UFC on FX: Guillard vs. Miller                   | 20 gennaio 2012   | 1     | 2:04  | Nashville, Stati Uniti                 |                                                                       |
| Sconfitta  | 20–3      | Ben Henderson       | Decisione (unanime)                  | UFC Live: Hardy vs. Lytle                        | 14 agosto 2011    | 3     | 5:00  | Milwaukee, Stati Uniti                 |                                                                       |
| Vittoria   | 20–2      | Kamal Shalorus      | KO Tecnico (pugni)                   | UFC 128: Shogun vs. Jones                        | 19 marzo 2011     | 3     | 2:15  | Newark, Stati Uniti                    |                                                                       |
| Vittoria   | 19–2      | Charles Oliveira    | Sottomissione (kneebar)              | UFC 124: St-Pierre vs. Koscheck 2                | 11 dicembre 2010  | 1     | 1:59  | Montréal, Canada                       |                                                                       |
| Vittoria   | 18–2      | Gleison Tibau       | Decisione (unanime)                  | UFC Fight Night: Marquardt vs. Palhares          | 15 settembre 2010 | 3     | 5:00  | Austin, Stati Uniti                    |                                                                       |
| Vittoria   | 17–2      | Mark Bocek          | Decisione (unanime)                  | UFC 111: St-Pierre vs. Hardy                     | 27 marzo 2010     | 3     | 5:00  | Newark, Stati Uniti                    |                                                                       |
| Vittoria   | 16–2      | Duane Ludwig        | Sottomissione (armbar)               | UFC 108: Evans vs. Silva                         | 2 gennaio 2010    | 1     | 2:31  | Las Vegas, Stati Uniti                 |                                                                       |
| Vittoria   | 15–2      | Steve Lopez         | KO Tecnico (infortunio alla spalla)  | UFC 103: Franklin vs. Belfort                    | 19 settembre 2009 | 2     | 0:48  | Dallas, Stati Uniti                    |                                                                       |
| Vittoria   | 14–2      | Mac Danzig          | Decisione (unanime)                  | UFC 100                                          | 11 luglio 2009    | 3     | 5:00  | Las Vegas, Stati Uniti                 |                                                                       |
| Sconfitta  | 13–2      | Gray Maynard        | Decisione (unanime)                  | UFC 96: Jackson vs. Jardine                      | 7 marzo 2009      | 3     | 5:00  | Columbus, Stati Uniti                  |                                                                       |
| Vittoria   | 13–1      | Matt Wiman          | Decisione (unanime)                  | UFC: Fight for the Troops                        | 10 dicembre 2008  | 3     | 5:00  | Fayetteville, Stati Uniti              |                                                                       |
| Vittoria   | 12–1      | David Baron         | Sottomissione (rear naked choke)     | UFC 89: Bisping vs. Leben                        | 18 ottobre 2008   | 3     | 3:19  | Birmingham, Regno Unito                | Debutto in UFC                                                        |
| Vittoria   | 11–1      | Bart Palaszewski    | Decisione (unanime)                  | IFL: New Jersey                                  | 16 maggio 2008    | 3     | 5:00  | East Rutherford, Stati Uniti           |                                                                       |
| Vittoria   | 10–1      | Chris Liguori       | Sottomissione (ghigliottina)         | Ring of Combat 18                                | 7 marzo 2008      | 2     | 2:22  | Atlantic City, Stati Uniti             |                                                                       |
| Vittoria   | 9–1       | Chris Liguori       | KO Tecnico (stop medico)             | Ring of Combat 17: Beast of the Northeast Finals | 30 novembre 2007  | 2     | 5:00  | Atlantic City, Stati Uniti             |                                                                       |
| Vittoria   | 8–1       | Nuri Shakir         | Sottomissione (rear naked choke)     | Battle Cage Xtreme 3                             | 20 ottobre 2007   | 3     | 2:17  | Atlantic City, Stati Uniti             |                                                                       |
| Vittoria   | 7–1       | Anthony Morrison    | Sottomissione (triangolo)            | CFFC 5: Two Worlds, One Cage                     | 23 giugno 2007    | 1     | 4:56  | Atlantic City, Stati Uniti             | Difende il titolo dei Pesi Leggeri Cage Fury                          |
| Vittoria   | 6–1       | Al Buck             | Sottomissione (rear naked choke)     | Cage Fury Fighting Championships 4               | 13 aprile 2007    | 1     | 1:58  | Atlantic City, Stati Uniti             | Vince il titolo dei Pesi Leggeri Cage Fury                            |
| Sconfitta  | 5–1       | Frankie Edgar       | Decisione (unanime)                  | Reality Fighting 14: Fall Brawl                  | 18 novembre 2006  | 3     | 5:00  | Atlantic City, Stati Uniti             | Perde il titolo dei Pesi Leggeri Reality Fighting                     |
| Vittoria   | 5–0       | James Jones         | Sottomissione (triangolo)            | Combat in the Cage: Marked Territory             | 30 settembre 2006 | 2     | 1:55  | Lincroft, Stati Uniti                  |                                                                       |
| Vittoria   | 4–0       | Muhsin Corbbrey     | Sottomissione (armbar)               | RF 13: Battle at the Beach 2006                  | 5 agosto 2006     | 2     | 3:35  | Wildood, Stati Uniti                   | Vince il titolo dei Pesi Leggeri Reality Fighting                     |
| Vittoria   | 3–0       | Joseph Andujar      | Sottomissione (triangolo di braccio) | Reality Fighting 12: Return to Boardwalk Hall    | 29 aprile 2006    | 1     | 1:04  | Atlantic City, Stati Uniti             |                                                                       |
| Vittoria   | 2–0       | Kevin Roddy         | Sottomissione (rear naked choke)     | Reality Fighting 11: Battle at Taj Mahal         | 11 febbraio 2006  | 1     | -     | Atlantic City, Stati Uniti             |                                                                       |
| Vittoria   | 1–0       | Eddie Fyvie         | Decisione (unanime)                  | Reality Fighting 10                              | 19 novembre 2005  | 2     | 5:00  | Atlantic City, Stati Uniti             |                                                                       |